# Clionaida
Clionaida (лат.) — отряд губок из класса обыкновенных губок (Demospongiae).

## Описание
Гетеросклероморфные губки (Heteroscleromorpha) с тилостилусными мегасклерами; в одном семействе присутствуют также оксы и шиловидные спикулы. Разнообразие микросклер, включая стрептастеры (спирали и дипластеры), амфиастеры, селенастеры, микросеи, микрорабды, спиральные микростронгилы и их производные. Микросклеры могут полностью отсутствовать. Кальциевый базальный скелет присутствует в одном семействе.

## Классификация
Включает около 200 видов. По состоянию на август 2023 года признаны 4 семейства. Ранее все 4 семейства включались в парафилетический отряд Hadromerida (13 семейств), разделённый в 2015 году на пять клад: Clionaida, Tethyida (Hemiasterellidae, Tethyidae, Timeidae), Trachycladida (Trachycladidae), Polymastiida (Polymastiidae) и Suberitida (Halichondriidae, Stylocordylidae, Suberitidae). Ещё два отменены: Alectonidae (разделено между Astrophorina и Clionaidae) и Sollasellidae (в настоящее время является младшим синонимом Raspailiidae).
- Acanthochaetetidae Fischer, 1970
- Clionaidae d'Orbigny, 1851
- Placospongiidae Gray, 1867
- Spirastrellidae Ridley & Dendy, 1886